# Лангенбреттах
Лангенбреттах (нім. Langenbrettach) — громада в Німеччині, знаходиться в землі Баден-Вюртемберг. Підпорядковується адміністративному округу Штутгарт. Входить до складу району Гайльбронн.
Площа — 23,97 км2. Населення становить 3894 ос. (станом на 31 грудня 2020).